# George Parker, 2nd Earl of Macclesfield
George Parker, 2. grof Macclesfieldski, PRS, angleški astronom in politik, * 1695, † 1764.
Med letoma 1752 in 1764 je bil predsednik Kraljeve družbe.